# 西園神社

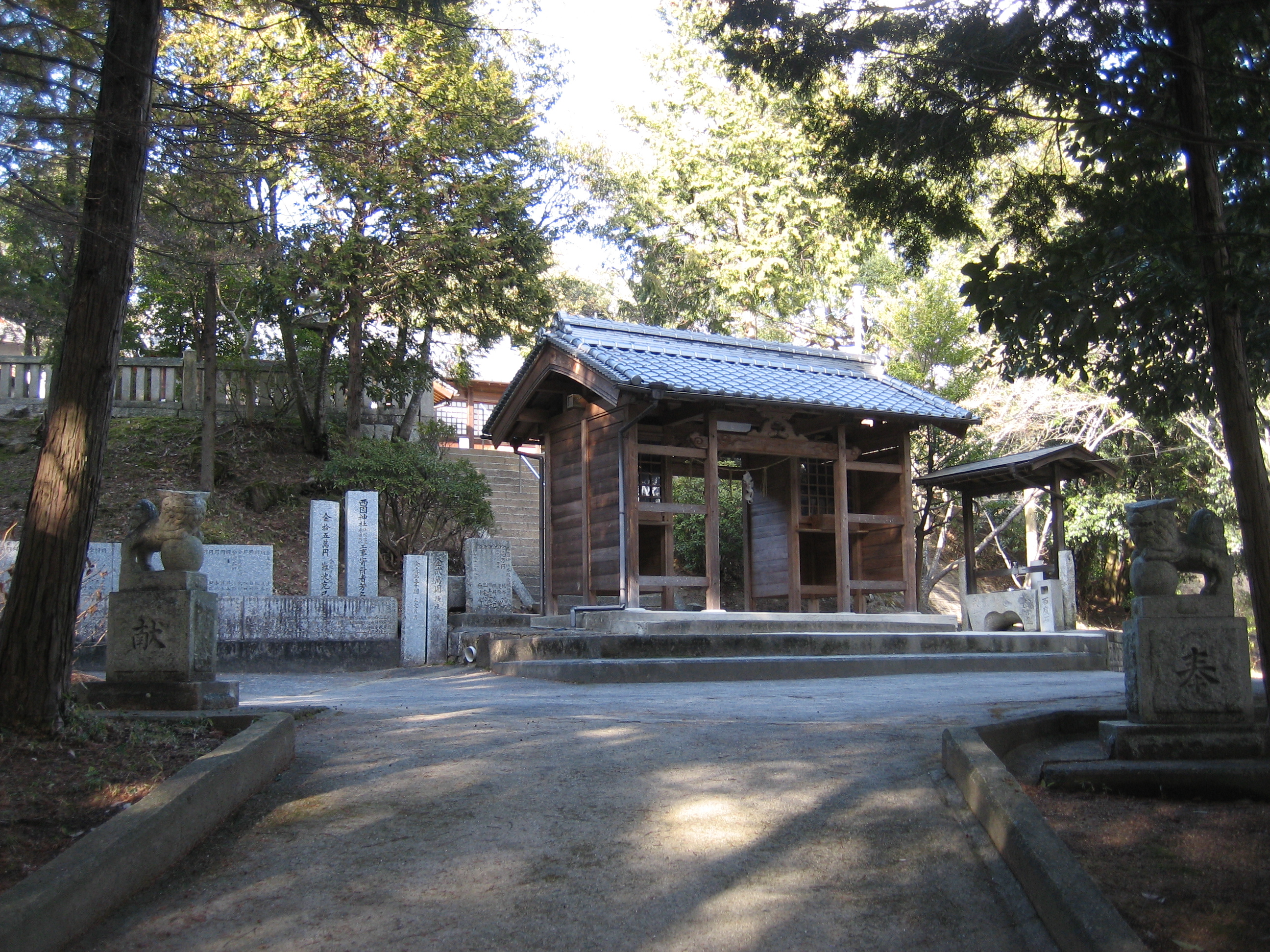
外景

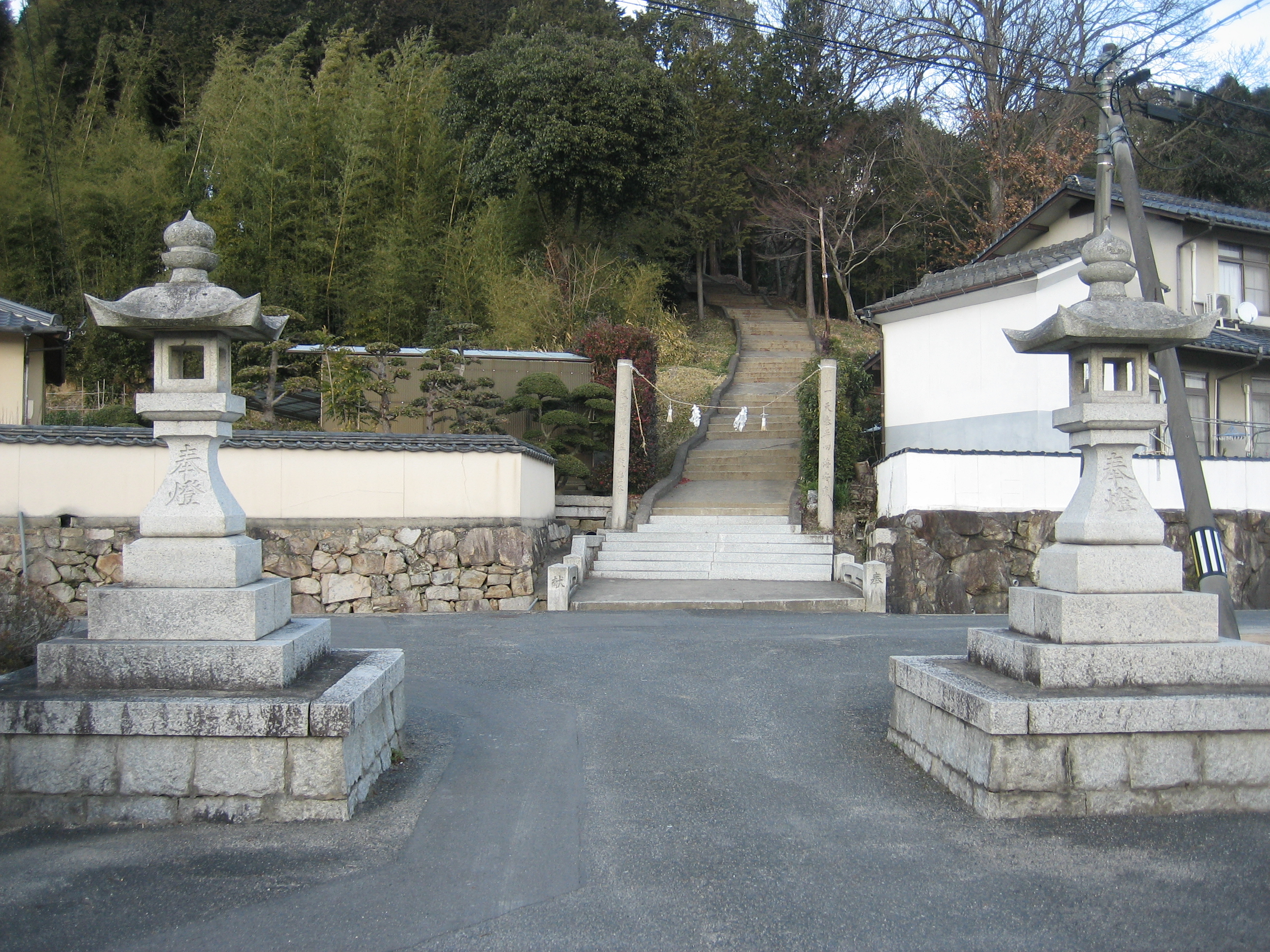
参道

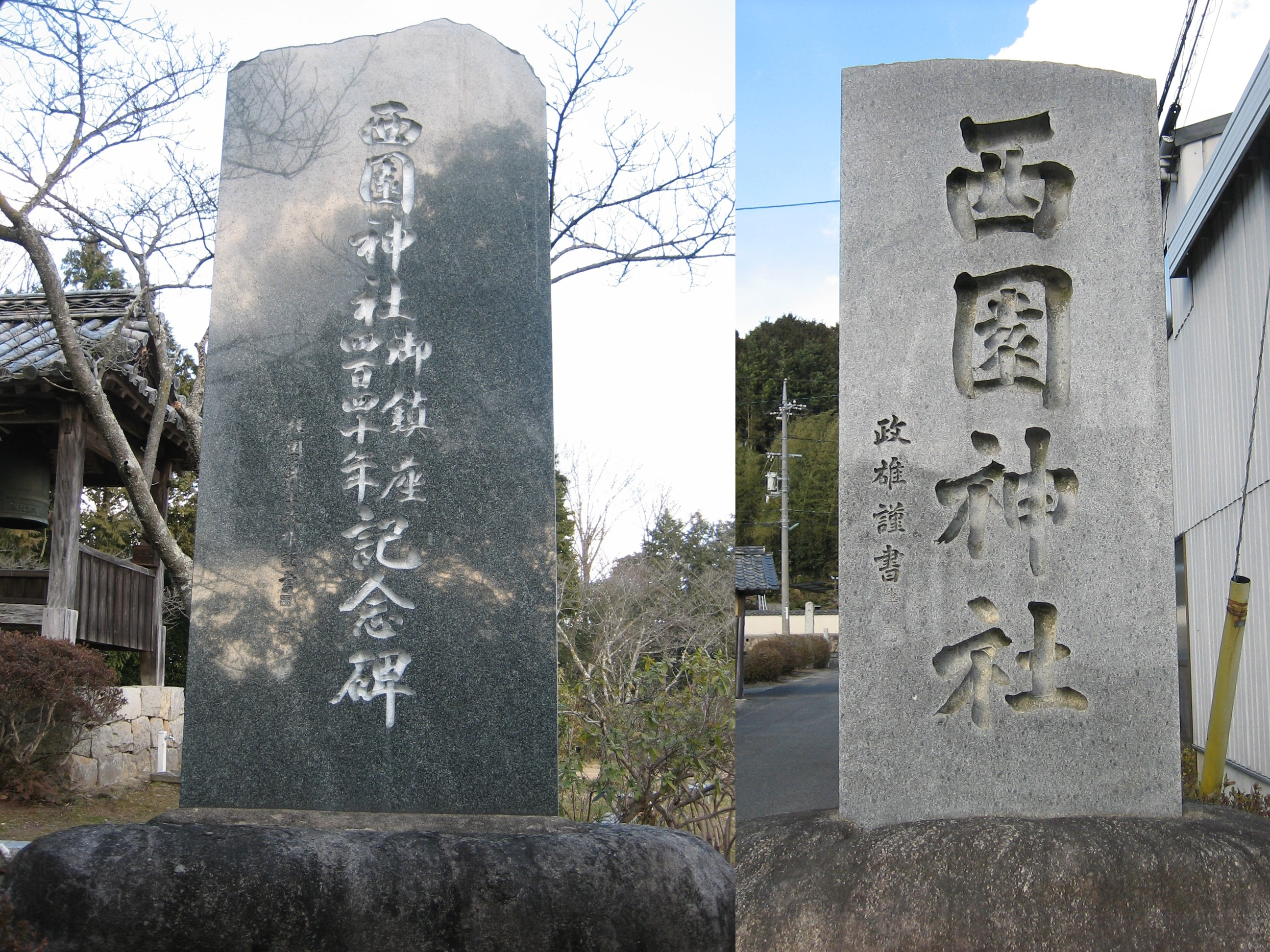
井上桂園書碑

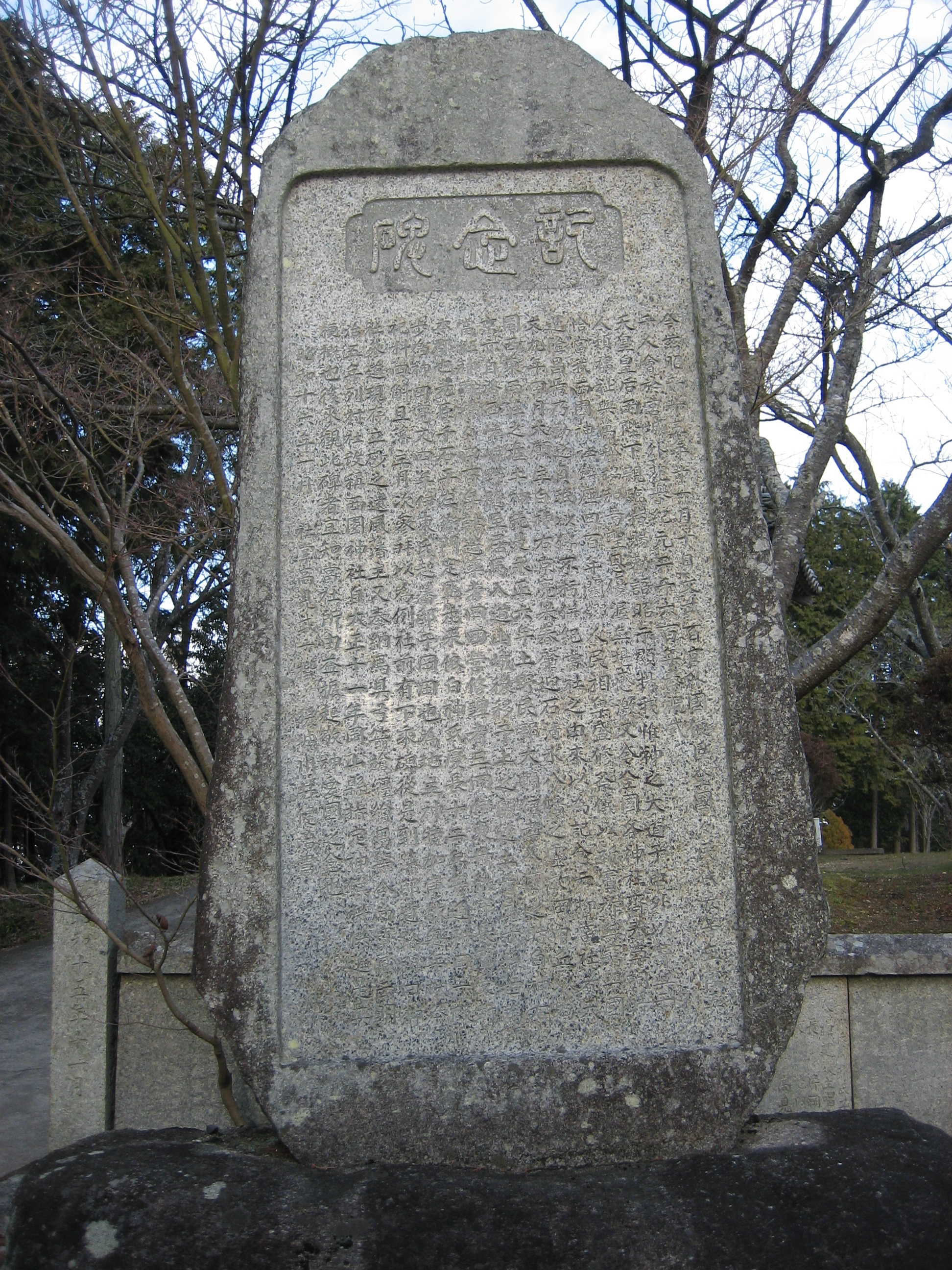
紀元2600年記念碑

西園神社（にしそのじんじゃ）は、岡山県倉敷市真備町市場に鎮座する神社である。

## 祭神
- 本社 – 八幡神（品陀別命 ほんだわけのみこと ・第15代応神天皇）
- 末社 – 諏訪明神、荒神
- 外社 – 稲荷神

## 由緒
天文9年（1540年）、白神右京亮果春が社殿を建立して品陀別命（応神天皇）を奉祀し、西園八幡宮と称した。

## 概要・沿革
当社は、北面武士であった白神右京亮果春が、室町時代の永正6年（1509年）、足利第十代将軍義稙の命により備中に遣わされた親族の上野民部大輔信孝に伴ってこの地へ赴き、馬入堂山城の城主となり、その後、住民に請われて帰洛せずこの地へ留まり、天文9年（1540年）、石清水八幡宮をこの地へ勧請し西園八幡宮と称して創建したものであり、元来は城や所領の守護神、また園庄の産土神として祭られたが、江戸時代の寛文6年（1666年）、第四代藩主伊東信濃守長貞が川辺から岡田に移ってからは氏神として世々藩主が尊崇し、毎月一回当社に詣でるのを例とし種々の寄進がされている。
例えば、第五代藩主伊東播磨守長救は、馬具一具を寄進。幕末期の第十代藩主伊東播磨守長ﾄｼは、弓一張、矢百本、槍二筋、纏二流、絵馬一面などを寄進している。
また家老の千石平左衛門定盛は神田一反、定盛の孫で後に生駒家を継いだ仙石平四郎定治は燈籠一基、辻田村庄屋池田半七は燈籠二基及び銀二十匁などを寄進してる。
明治維新より名称を西園神社に改めて村社となり、今日に至り氏子の篤い信仰を受けている。

## 再興
「近世」
- 元和六年三月再興八幡宮本殿棟札　大願主白神清左衛門尉菅原朝臣盛吉
- 寛文十二年八月再興八幡宮本殿棟札　大願主白神孫右衛門尉菅原朝臣貞之
- 正徳元年八月再興八幡宮本殿棟札　市場村庄屋三宅又三郎組頭九兵衛同平七、有井村庄屋三宅次郎兵衛組頭八郎右衛門同源右衛門
- 宝暦十三年六月再興八幡宮本殿棟札　市場村庄屋白神小兵衛、有井村庄屋三宅九十郎
- 寛政五年八月八幡宮修理棟札　市場村庄屋白神左次右衛門、有井村庄屋三宅甚三郎
- 享和三年七月八幡宮棟札　市場村庄屋白神佐次右衛門直盛、有井村庄屋兼帯下二万村庄屋守屋直右衛門直重

## 祭事
- 5月 春祭、7月 夏祭（輪潜祭）、10月 秋大祭、12月 新嘗祭・炊上祭

## 最寄駅
- JR伯備線清音駅、井原線川辺宿駅